# 柴田紘一郎
柴田 紘一郎（しばた こういちろう、Koichiro SHIBATA、1940年5月6日 - 2025年2月19日）は、日本の医師、医学者、随筆家。公益財団法人「風に立つライオン基金」 永久名誉顧問。さだまさしの歌および小説、またそれを原作とした映画『風に立つライオン』のモデルとなった人物。

## 略歴
- 1940年5月6日- 大分県に生まれる
- 1959年 - 宮崎県立大宮高等学校（現 宮崎県立宮崎大宮高等学校）卒業
- 1960年 - 長崎大学医学部入学
- 1964年 - 長崎大学医学部附属病院（現 長崎大学病院）第一外科助手の後、長崎大学熱帯医学研究所所属
- 1971年 - 長崎大学熱帯医学研究所ケニア拠点に派遣され、リフトバレー州ナクルの州立総合病院などで医療活動に従事[4]
- 1973年 - ケニアから帰国
- 1987年 - さだまさしによって柴田をモデルとする『風に立つライオン』が作られる
- 1999年 - 宮崎県立日南病院院長[5]
- 2007年 - 2021年、介護老人保健施設サンヒルきよたけ 施設長を務める
- 2013年 - さだにより『風に立つライオン』が小説化される
- 2015年 - 『風に立つライオン』が映画化される、劇中の手紙は本人愛用の万年筆を使って書かれた。
- 2025年2月19日 - 4時10分に死去[2]。さだまさしがインスタグラムで訃報を公表した[6]。